# Matoi

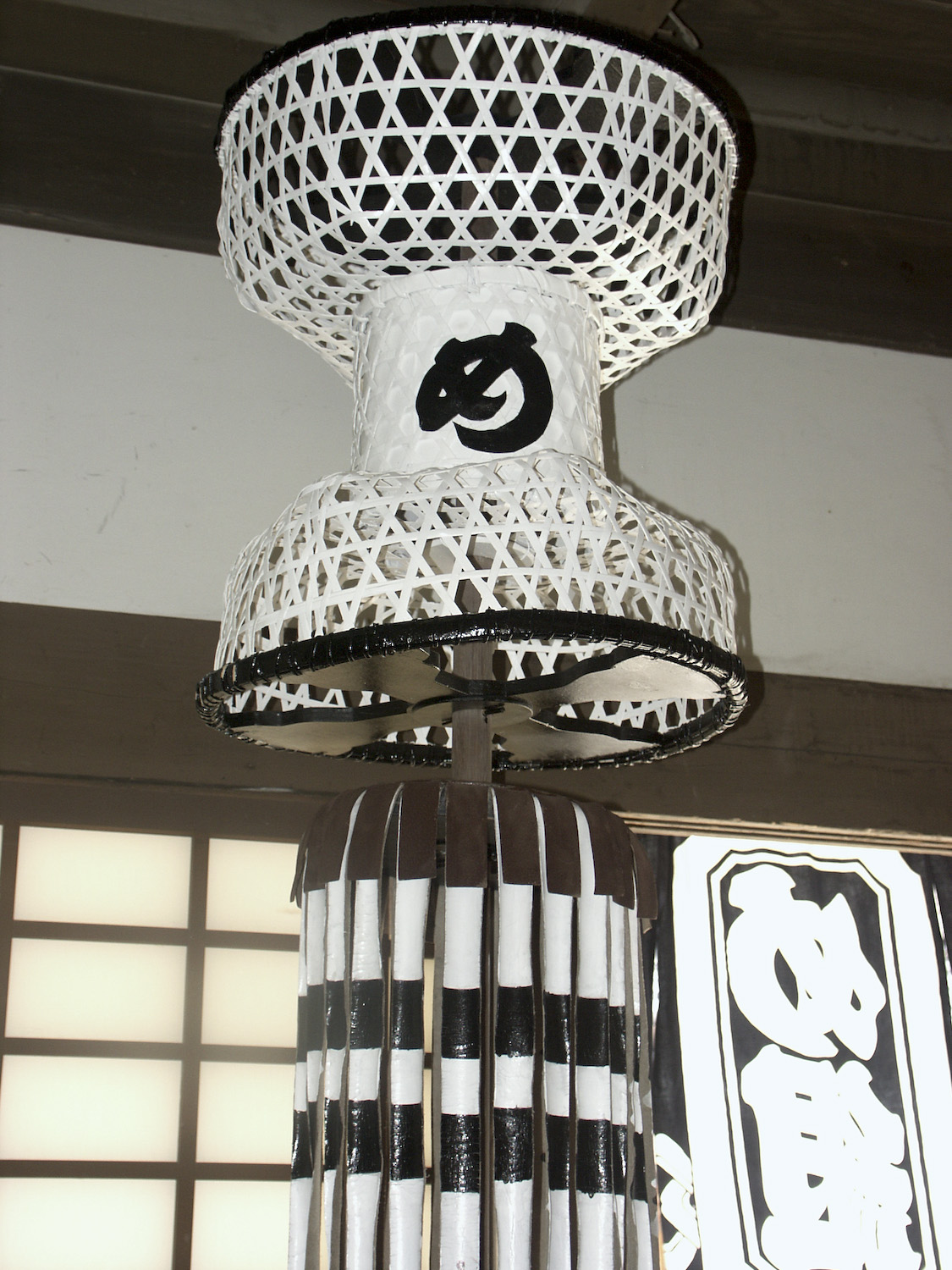
Un matoi.

Un matoi (纏, matoi, まとい) est un objet utilisé par les pompiers (火消し, hikeshi) au cours de l'époque d'Edo au Japon pour informer les gens d'un incendie à proximité ou à l'intérieur d'un bâtiment.
Il est mis sur le toit à proximité du bâtiment en flammes par le détenteur du matoi (纏持, matoi mochi). Chaque groupe différent de pompiers à l'époque d'Edo possède son propre matoi afin de s'identifier.
Dans le Japon moderne, le matoi est uniquement utilisé à des fins cérémonielles.